# Complexe fortifié d'Oussama ben Laden

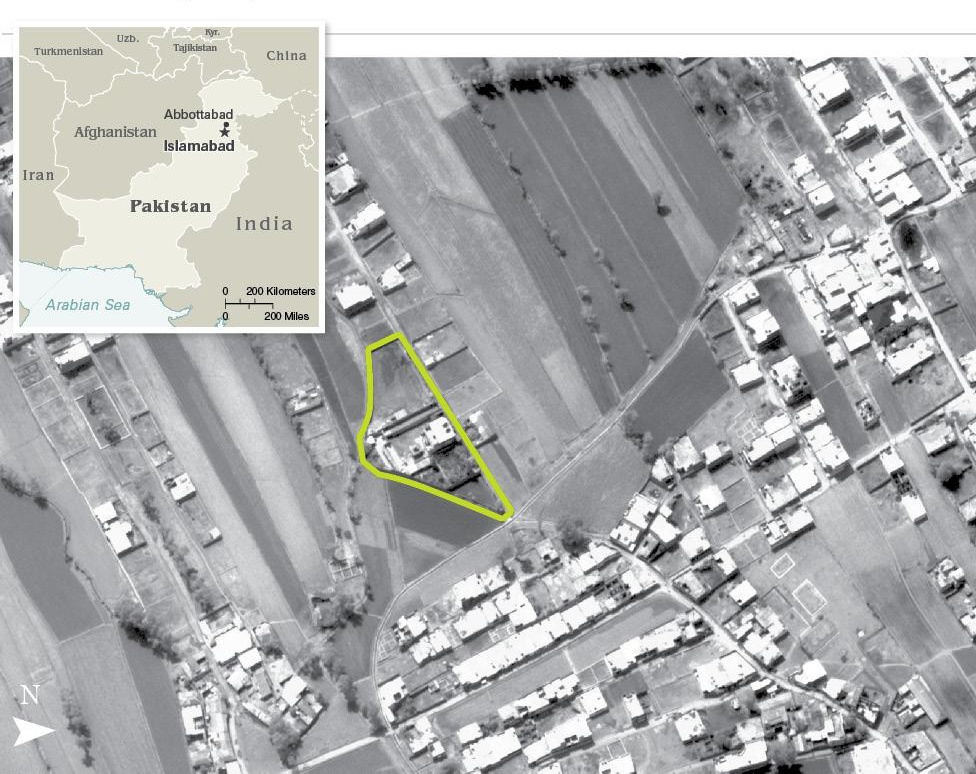
Photo aérienne du complexe.

Le complexe fortifié d'Oussama ben Laden ou « repaire d'Oussama ben Laden » est la résidence où Oussama ben Laden se cachait lorsqu'il a été tué par les forces spéciales américaines en mai 2011. Le bâtiment est situé à 1,3 km au sud-ouest de l'école militaire à Bilal, à Abbottābad au nord du Pakistan, à 50 km au nord-est de la capitale du pays, Islamabad. La périphérie de la ville de Bilal est connue pour être un lieu où de nombreux officiers de l'armée pakistanaise passent leur retraite.

## Le complexe

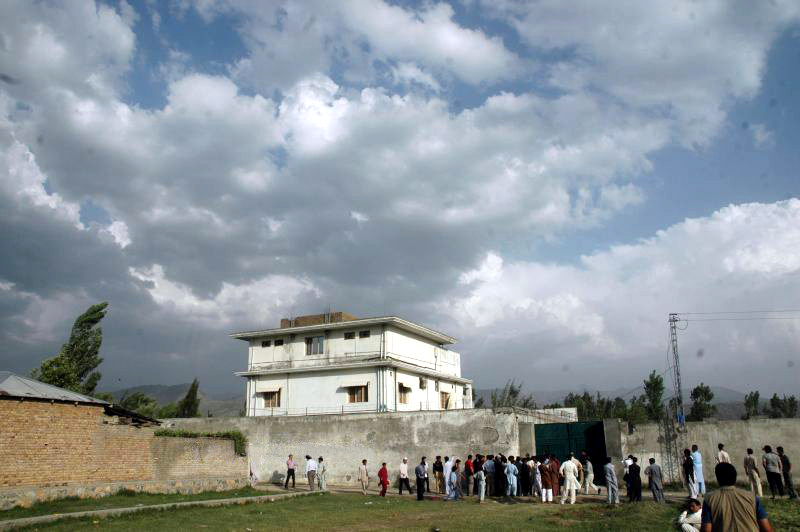
Le site en 2011.

### Généralités
Construite entre 2003 et 2005, la maison de trois étages est située sur une route à 4 km au nord-est du centre de la ville d'Abbottābad. Bien que la propriété ait été estimée par des agents américains à une valeur de 1 million de dollars, des agents immobiliers locaux ont évalué la propriété à 250 000 dollars. 
La maison appartient à un transporteur du Waziristan, une région tribale pakistanaise, frontalière de l'Afghanistan et où l'on pensait que ben Laden se cachait. La chaîne Gulf News a rapporté que cette maison avait auparavant servi de refuge aux services de renseignement pakistanais, l'ISI. L'ISI a reconnu qu'ils avaient lancé en 2003 une opération contre cette grande maison lorsqu'elle était en construction puisqu'on supposait qu'Abou Faraj al-Libbi, chef supposé d'Al Qaïda au Pakistan, y vivait. Le Globe and Mail a rapporté que la police locale avait déclaré que le complexe a appartenu à Hizbul Mujahideen (en), un groupe soutenu par l'ISI et qui combat les forces indiennes du Kashmir.

### Conception du complexe

Schéma du complexe.

Construit sur une parcelle bien plus grande que celles des maisons voisines, le complexe est cerné de murs en béton de 3,70 m à 5,50 m surmontés de fils barbelés. À part sa hauteur, le bâtiment principal ne se distingue pas des autres maisons du quartier. Il ne possède ni téléphone ni connexion Internet. Des caméras sont installées, et des photos aériennes montrent la présence de plusieurs antennes paraboliques. Il y a deux portails de sécurité et le balcon du deuxième étage possède un mur privatif de 2,10 m permettant à ben Laden de ne pas être vu de l'extérieur, avec très peu de fenêtres.
Les fenêtres orientées vers le nord (c'est-à-dire sur le grand côté du triangle formé par le complexe) sont d'ailleurs pourvues de vitres opaques. 
Une particularité du complexe fortifié est d'être divisé en six ou sept zones murées, rendant difficile pour un attaquant tout déplacement à l'intérieur de l'enceinte principale.
Ainsi, entre la zone occupée par le bâtiment principal et le quadrilatère muré à l'ouest (là où étaient brûlées les ordures, dans l'angle situé au nord-est) se trouve un « piège à souris » (en anglais, kill zone, « zone pour tuer »), sur lequel donne la porte d'entrée principale située au nord. Ce « piège à souris » est une impasse, qui mène à une autre grande porte, située au sud et débouchant sur un triangle cerné de murs.

### Interactions avec la population locale
Les habitants ont révélé des détails à propos de leurs interactions avec les résidents du complexe à un journaliste d'Associated Press au Pakistan. Une femme qui distribuait des vaccins contre la polio au complexe a déclaré qu'elle avait aperçu des véhicules utilitaires sport extravagants garés à l'intérieur. Les hommes reçurent le vaccin et lui demandèrent de partir. Une femme âgée d'environ 70 ans a déclaré que lors d'un jour de pluie un des hommes du repaire l'a emmenée en voiture jusqu'au marché.

## La recherche par l'espionnage américain
La piste suivie par la CIA démarre avec une information donnée par un prisonnier de Guantánamo. Il s'agit de Mohammed al-Kahtani, un Saoudien fait prisonnier en décembre 2001 pendant la bataille de Tora Bora. Ses empreintes sont comparées et on se rend compte qu'il avait essayé sans succès de pénétrer sur le sol américain avant le 11 septembre 2001 et serait en lien avec un des chefs de l’attentat : Mohamed Atta. Kahtani est alors interrogé de manière plus précise et finit après plusieurs mois par reconnaître un certain Abu Ahmed al-Kuwaiti comme un messager d'Oussama ben Laden. Ces informations furent recoupées ensuite par deux autres prisonniers : Khalid Cheikh Mohammed, le cerveau des attentats du 11 septembre 2001, et Hassan Ghul (en), un agent d’Al-Qaïda capturé en 2004. Lors des interrogatoires suivants, les trois prisonniers minimisèrent le rôle de Abu Ahmed al-Kuwaiti. Ce fut le détail qui a incité les enquêteurs à penser que ce personnage était un proche important de ben Laden. Un autre personnage important d'Al-Qaïda, capturé en 2005 au Pakistan, Abou Faraj al-Libbi, eut la même réaction. Cela commençait à faire beaucoup et la suite de l'enquête montra que les frères al-Kuwaiti avaient déjà travaillé pour ben Laden. En 2010, une communication téléphonique finit par convaincre la CIA de filer Abu Ahmed al-Kuwaiti. La filature les conduit au complexe d'Abbottabad.
Leon Panetta, directeur de la CIA du 12 février 2009 au 28 avril 2011, a admis que la torture par l'eau (waterboarding) – couverte par George W. Bush et appliquée par exemple à Khalid Cheikh Mohammed, à 183 reprises pendant le mois de mars 2003 – a permis de récupérer des informations qui ont conduit à la cache de ben Laden, en particulier le nom d'Abu Ahmed al-Kuwaiti.

## Le complexe après l'événement
La démolition des bâtiments par l'armée pakistanaise a débuté le 25 février 2012.